# Sminthopsis aitkeni
Sminthopsis aitkeni é uma espécie de marsupial da família Dasyuridae. Endêmica da Ilha Kangaroo, na Austrália;
- Nome Popular: Dunnart-da-Ilha-Kangaroo, Dunnart-Sooty.

- Nome Científico: Sminthopsis aitkeni (Kitchener, Stoddart e Henry, 1984)

## Características
Tem a pelagem cinza escuro em cima e cinza pálido no ventre. Tem um comprimento de 8–9 cm e a cauda de 9–10 cm, o peso varia entre 20-25 gramas. A cauda é fina e na mesma cor do corpo.

## Hábitos alimentares
A dieta inclui insetos, como besouros, larvas de aranha, pequenos répteis e anfibios.

## Habitat
Podem ser encontrados em moitas densas, florestas de mallee;

## Distribuição Geográfica
Ilha Kangaroo;